# Piotr Szybilski
Piotr Szybilski, né le 2 mai 1973, à Varsovie, en Pologne, est un ancien joueur de basket-ball polonais. Il évolue au poste de pivot. 

## Palmarès
- Champion de Pologne 1997, 2000, 2002
- Coupe de Pologne 1998, 1999, 2001
- Supercoupe de Pologne 1999